# Toshio Takabayashi
Toshio Takabayashi (Japó, 15 de novembre de 1953), és un exfutbolista japonès.

## Selecció japonesa
Toshio Takabayashi va disputar 12 partits amb la selecció japonesa.